# Julia Jentsch
 (mars 2025).

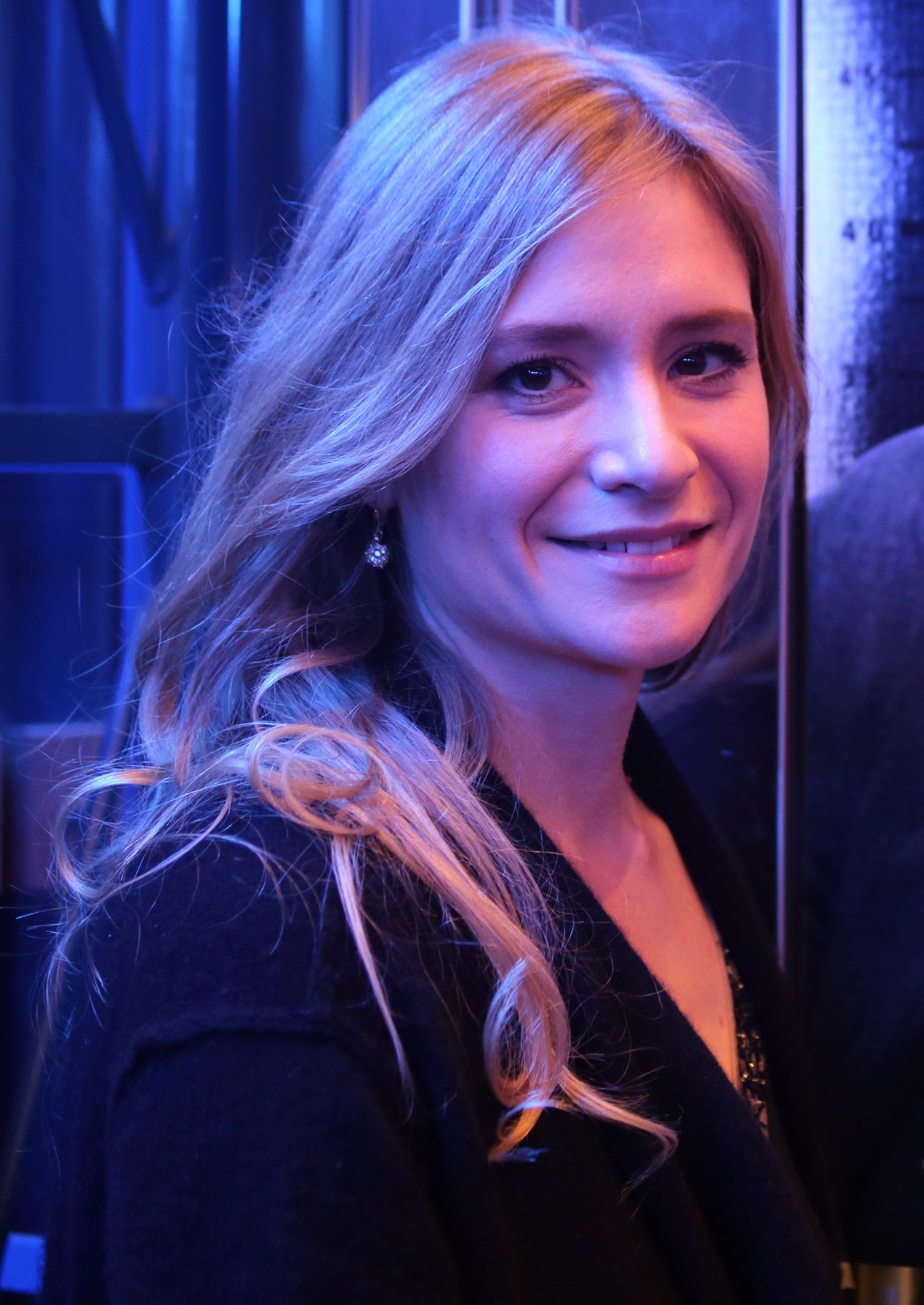
Julia Jentsch à la Viennale 2012.

Julia Jentsch /ˈjuː.li̯a jɛnt͡ʃ/ est une actrice allemande née à Berlin-Charlottenbourg le 20 février 1978. Elle est essentiellement connue pour son rôle dans le film The Edukators et son interprétation de la résistante Sophie Scholl dans le film de Marc Rothemund.

## Biographie
Fille d'avocats, elle fréquente l'école Steiner de Berlin-Westend où elle obtient son abitur en 1997. Au lycée, elle pratique l'aviron, le handball et le judo. Elle fait des études d'art dramatique à l'académie Ernst Busch de Berlin-Niederschöneweide. Elle joue ensuite aux théâtres Freie Bühne Witzleben, Maxime Gorki et Münchner Kammerspiele. 
Elle devient célèbre grâce au rôle de Jule dans le film Die fetten Jahre sind vorbei, traduit dans la version française en The Edukators, aux côtés de Daniel Brühl. En 2005, elle reçoit l'Ours d'argent de la meilleure actrice du Festival de Berlin et le titre d'actrice européenne de l'année 2005 du Prix du cinéma européen pour son interprétation de Sophie Scholl dans le film Sophie Scholl : Les Derniers Jours, lui-même nommé à l'Oscar du meilleur film en langue étrangère.
Elle est également apparue dans le film La Chute, traitant des derniers jours de la vie d'Adolf Hitler.
En février 2017 elle est annoncée au jury international du 67e Festival de Berlin, sous la présidence du réalisateur Paul Verhoeven.
En 2025, elle joue dans le film Was Marielle weiss de Frédéric Hambalek où elle joue le rôle principale qui est sélectionné en compétition de la Berlinale. 

## Filmographie
(mars 2025).

### Cinéma
- 1999 : Zornige Küsse de Judith Kennel : Katrin[5]
- 2001 : Julietta (de) de Christoph Stark (de) : Nicole
- 2001 : Mein Bruder, der Vampir de Sven Taddicken : Nadine
- 2004 : La Chute (Der Untergang) d'Oliver Hirschbiegel : Hanna Potrowski
- 2004 : Tatort (TV) Bitteres Brot de Jürgen Bretzinger : Johanna Kemmerlang
- 2004 : The Edukators (Die fetten Jahre sind vorbei) de Hans Weingartner: Jule
- 2005 : Schneeland de Hans W. Geißendörfer : Ina
- 2005 : Sophie Scholl : Les Derniers Jours (Sophie Scholl - Die letzten Tage) de Marc Rothemund : Sophie Scholl
- 2006 : Moi qui ai servi le roi d'Angleterre (Obsluhoval jsem anglického krále) de Jiří Menzel : Liza
- 2008 : 33 Scènes de la vie[6] (33 sceny z życia) de Małgorzata Szumowska : Julia Szczęsna
- 2008 : Effi Briest de Hermine Huntgeburth : Effi Briest
- 2011 : Une cabane au fond des bois (Die Summe meiner einzelnen Teile) de Hans Weingartner : Petra
- 2012 : Der Fall Wilhelm Reich d'Antonin Svoboda : Eva Reich
- 2013 : Hannah Arendt de Margarethe von Trotta : Lotte Köhler
- 2016 : 24 Wochen d'Anne Zohra Berrached : Astrid Lorenz
- 2020 : Lindenberg! Mach dein Ding de Hermine Huntgeburth : Hermine

### Télévision
- 2014-2015 : Commissaire Marthaler
- 2019 : Pagan Peak (Der Pass)

## Récompenses
- 2000 : Prix Max-Rheinhardt pour Les Perses (théâtre)
- 2002 : Meilleure Jeune Actrice par le magazine Theater Heute
- 2004 : Bayerischer Filmpreis de la Meilleure Jeune Actrice pour The Edukators
- 2005 : Ours d'argent de la Meilleure Actrice pour son rôle de Sophie Scholl dans Sophie Scholl : Les Derniers Jours
- 2005 : Prix du film allemand (Deutscher Filmpreis) de la Meilleure actrice pour son rôle de Sophie Scholl dans Sophie Scholl : Les Derniers Jours
- 2005 : Prix du cinéma européen pour son rôle dans Sophie Scholl : Les Derniers Jours